# Нижньостинавська сільська рада
Нижньостинавська сільська рада — орган місцевого самоврядування у Стрийському районі Львівської області. Адміністративний центр — село Нижня Стинава.

## Загальні відомості
Водоймища на території, підпорядкованій даній раді: річка Стинавка.

## Населені пункти
Сільській раді підпорядковані населені пункти:
- с. Нижня Стинава

## Склад ради
Рада складається з 16 депутатів та голови.

### Керівний склад попередніх скликань
| ПІБ                           | Основні відомості                                                 | Дата обрання | Дата звільнення |
| ----------------------------- | ----------------------------------------------------------------- | ------------ | --------------- |
| Стаськів Володимир Андрійович | Сільський голова, 1967 року народження, освіта вища, безпартійний | 26.03.2006   | 31.10.2010      |
| Стаськів Володимир Андрійович | Сільський голова, 1967 року народження, освіта вища, безпартійний | 31.10.2010   |                 |

Примітка: таблиця складена за даними джерела